# Narciso Busquets
Narciso José Enrique Busquets Pérez Rubio  (8 de septiembre de 1929 – 14 de diciembre de 1989) fue un actor y director mexicano de teatro, cine, televisión, radio y locución. También dirigió una película, Sin fortuna, en 1980. Inició su carrera actoral en 1937, como actor infantil, y apareció como uno de los hijos de Cantinflas en Ahí está el detalle. Dobló la voz del actor japonés Toshirō Mifune en español en la película Ánimas Trujano, que fue nominada al Premio Óscar a la mejor película internacional.
Entre sus otras contribuciones en el cine se encuentran El gallo de oro con Ignacio López Tarso y Lucha Villa, Los cuatro Juanes con Luis Aguilar, Pedro Páramo con John Gavin, La soldadera con Silvia Pinal, Jesús, nuestro Señor con Claudio Brook y Valente Quintero con Antonio Aguilar y Saby Kamalich. En televisión, Busquets debutó en 1961 y se mantuvo firme hasta 1988. Interpretó a José María Morelos en la telenovela histórica Los Caudillos en 1968.

## Filmografía seleccionada

### Actor
- Por mis pistolas (1938)
- Refugiados en Madrid (1938)
- Los bandidos de Río Frío (1938)
- La casa del ogro (1938)
- Una luz en el camino (1938)
- El cobarde (1939)
- Ahí está el detalle (1940) como Poncho
- ¡Ay Jalisco, no te rajes! (1941) como Juancho
- El gendarme desconocido (1942)
- Historia de un gran amor (1942)
- La pequeña madrecita (1943)
- Distinto amanecer (1943) como Juanito
- Cuando habla el corazón (1943) Miguel (de niño)
- El padre Morelos (1943)
- La cucaracha (1959) como Antonio Zeta (solo voz)
- La sombra del caudillo (1960) como Diputado agrario
- El gallo de oro (1964) como Lorenzo Benavides
- Los cuervos están de luto (1965) como Mateo
- Los cuatro juanes (1966) como Juan Charrasqueado
- Pedro Páramo (1967) como Bartolomé San Juan
- La soldadera (1967) como Nicolás
- La puerta y la mujer del carnicero (1968) como Coronel Soberón
- Todo por nada (1968)
- Los años vacíos (1970)
- Chico Ramos (1971)
- Jesús, nuestro Señor (1971) como Juan el Bautista
- El principio (1973) como Ernesto Domínguez
- Valente Quintero (1973) como Atanasio Pizarro
- El juez de la soga (1973)
- Longitud de guerra (1976) como José Manuel Muriel
- La ley del monte (1976) como Sebastián Fernández
- Matinée (1977) como Pablo
- Del otro lado del puente (1980) como Manuel Martínez
- Las tres tumbas (1980) como Luis
- El contrabando del Paso (1980)
- Demonoid (1981) como Julian Rivkin
- Perro Callejero 2 (1981) como Don Virginio
- La vida de nuestro Señor Jesucristo (1986) como Juan el Bautista
- Las aventuras de Oliver Twist (1987) como Brownlow (voz)

#### Telenovelas
- Marianela (1961)
- Doña Macabra (1963) como Othón
- Marina Lavalle (1965) como Max Basseti
- Los Caudillos (1968-1969) como José María Morelos
- La Constitución (1970) como Francisco Villa
- La sonrisa del diablo (1970) como Salvador
- El carruaje (1972) como Ignacio Comonfort / Coronel Rodolfo Blanco
- Entre brumas (1973) como Jean Louis
- La gloria y el infierno (1986) como Gallardo
- El padre Gallo (1986-1987) como Don Indalecio
- La casa al final de la calle (1989) como Renato

### Doblaje
- La bella durmiente (1959) - Narrador (primer doblaje)
- Ánimas Trujano (1961) - Toshiro Mifune (Ánimas Trujano)
- The Great Mouse Detective - Ratigan
- Robotech - Varios